# 西石英山脈
72°0′S 164°45′E / 72.000°S 164.750°E
西石英山脈（英語：West Quartzite Range）是南極洲的山脈，位於維多利亞地，屬於康科德山脈的一部分，由新西蘭探險隊命名，現時受南極條約體系管理。